# Notocelis rubidocula
Notocelis rubidocula är en plattmaskart som beskrevs av Eugene N. Kozloff 2000. Notocelis rubidocula ingår i släktet Notocelis och familjen Otocelididae. Inga underarter finns listade i Catalogue of Life.